# Distelhorn
Distelhorn är en bergstopp i Schweiz.   Den ligger i distriktet Visp och kantonen Valais, i den södra delen av landet, 90 km söder om huvudstaden Bern. Toppen på Distelhorn är 2 830 meter över havet, eller 170 meter över den omgivande terrängen. Bredden vid basen är 0,75 km.
Terrängen runt Distelhorn är mycket bergig. Närmaste större samhälle är Visp, 12,0 km norr om Distelhorn. 
Trakten runt Distelhorn består i huvudsak av gräsmarker. Runt Distelhorn är det ganska glesbefolkat, med 23 invånare per kvadratkilometer.